# KXD1
KXD1 (англ. KxDL motif containing 1) – білок, який кодується однойменним геном, розташованим у людей на короткому плечі 19-ї хромосоми. Довжина поліпептидного ланцюга білка становить 176 амінокислот, а молекулярна маса — 19 668.
| 10         |  | 20         |  | 30         |  | 40         |  | 50         |
| ---------- |  | ---------- |  | ---------- |  | ---------- |  | ---------- |
| MDLPDSASRV |  | FCGRILSMVN |  | TDDVNAIILA |  | QKNMLDRFEK |  | TNEMLLNFNN |
| LSSARLQQMS |  | ERFLHHTRTL |  | VEMKRDLDSI |  | FRRIRTLKGK |  | LARQHPEAFS |
| HIPEASFLEE |  | EDEDPIPPST |  | TTTIATSEQS |  | TGSCDTSPDT |  | VSPSLSPGFE |
| DLSHVQPGSP |  | AINGRSQTDD |  | EEMTGE     |  |            |  |            |

A: Аланін

C: Цистеїн

D: Аспарагінова кислота

E: Глутамінова кислота

F: Фенілаланін

G: Гліцин

H: Гістидин

I: Ізолейцин

K: Лізин

L: Лейцин

M: Метіонін

N: Аспарагін

P: Пролін

Q: Глутамін

R: Аргінін

S: Серин

T: Треонін

Задіяний у такому біологічному процесі, як ацетилювання. 
Локалізований у мембрані, лізосомі.